# Stichopathes saccula
Stichopathes saccula är en korallart som beskrevs av van Pesch 1914. Stichopathes saccula ingår i släktet Stichopathes och familjen Antipathidae. Inga underarter finns listade i Catalogue of Life.